# Nicholas Shakespeare

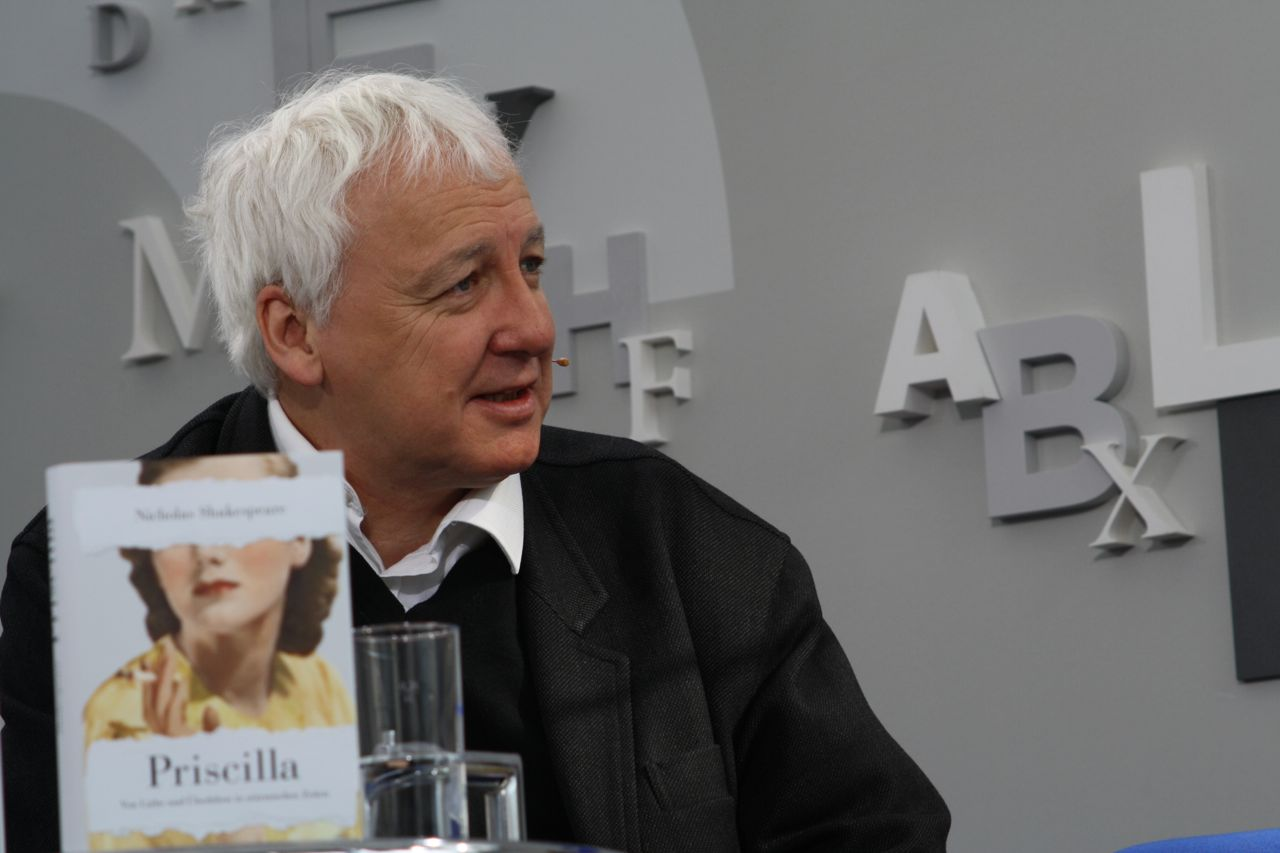
Nicholas Shakespeare stellt auf der Leipziger Buchmesse 2014 sein Buch Priscilla vor

Nicholas William Richmond Shakespeare (* 3. März 1957 in Worcester) ist ein britischer Journalist und Autor.

## Leben und Werk
Nicholas Shakespeare wurde 1957 in Worcester, Großbritannien, als Sohn eines Diplomaten und als entfernter Verwandter des Dramatikers William Shakespeare geboren und wuchs im Fernen Osten sowie in Südamerika auf.
Er studierte Literatur und arbeitete als Journalist für BBC Television und die Times. Von 1988 bis 1992 war er Redakteur beim Daily Telegraph und Sunday Telegraph.
Seine Zeit in Südamerika fand Niederschlag in seinen Romanen Die Vision der Elena Silves und Der Obrist und die Tänzerin. Andere, weniger bekannte Werke aus dieser Periode sind The Men Who Would Be King, Londoners und Die Säulen des Herkules.
1999 veröffentlichte Shakespeare seine Biographie von Bruce Chatwin (1940–1989). Es folgten die Romane In dieser einen Nacht, In Tasmanien und Sturm. Einige Aufsätze hat in deutscher Übersetzung die Zeitschrift Lettre International veröffentlicht.
Shakespeare produzierte weiterhin verschiedene ausführliche Biographien für das Fernsehen, so über Evelyn Waugh, Mario Vargas Llosa, Bruce Chatwin und den Schauspieler Dirk Bogarde. Eine Verfilmung von Der Obrist und die Tänzerin entstand 2002. Shakespeare schrieb das Drehbuch und John Malkovich führte Regie.
Shakespeares Werke versetzen normale Menschen in historische Situationen, so in dem Roman Der Obrist und die Tänzerin, der sich mit der Rolle Abimael Guzmáns beschäftigt, dem Anführer der peruanischen Rebellenorganisation Leuchtender Pfad, oder In dieser einen Nacht, der teilweise im Kalten Krieg in der DDR spielt. In Priscilla geht er dem Leben seiner Tante nach, die als Engländerin im von den Deutschen besetzten Paris zu überleben versuchte.
1999 wurde Shakespeare Mitglied der Royal Society of Literature.

## Werke
- The Men Who Would Be King: A Look at Royalty in Exile. 1984
- Londoners. 1986
- Die Vision der Elena Silves (The Vision of Elena Silves). Roman 1989
- Die Säulen des Herkules (The High Flyer). 1989
- Der Obrist und die Tänzerin (The Dancer Upstairs). Roman 1995
- Bruce Chatwin (Bruce Chatwin). Biographie 1999
- In dieser einen Nacht (Snowleg). 2004
- In Tasmanien (In Tasmania). 2004
- Sturm (Secrets of the Sea). 2007
- Die Erbschaft (Inheritance). 2010
- Priscilla: The Hidden Life of an Englishwoman in Wartime France. Harper Collins, 2014
  - Priscilla: Von Liebe und Überleben in stürmischen Zeiten. Übersetzung Barbara Christ. Hoffmann und Campe, Hamburg 2014, ISBN 978-3-455-50312-8
- Broken Hill (Oddfellows, 2015). Aus dem Englischen von Georg Deggerich. Hoffmann und Campe, Hamburg 2016, ISBN 978-3-455-40544-6
- Geschichten von anderswo (Stories from Other Places), Hoffmann und Campe, Hamburg 2018, ISBN 978-3-455-40622-1